# Cerkev Svetih treh kraljev, Sveti Trije Kralji v Slovenskih goricah
Cerkev Svetih treh kraljev stoji na 305 metrov visokem griču in jo je dovolil pozidati salzburški nadškof Matevž Lang pl. Wellenburg leta 1521, kot podružnično romarsko cerkev. V letih med 1521 in 1528 so župljani najprej zgradili enoladijsko cerkev. Plašč današnje cerkve ali vsaj ladje, je bil verjetno dokončan leta 1558. V drugi polovici 16. stoletja je bil pozidan zvonik in obokani obe stranski ladji (prezbiterij je bil obokan šele leta 1564, ladijski prostor pa leta 1577). V naslednjih stoletjih (leta 1756 ali 1757) je bila prizidana zakristija z oratorijem. Med 1902 in 1903 je bila v celoti obnovljena notranjost in zunanjost.
Poznogotska triladijska cerkev sodi med največje umetnostne spomenike v Sloveniji.
Štiri zunanje portale krasijo oporniki ter venčni zidec, ki se nad vrati in pod okni pravokotno lomi. Zvonik je nadstropje višji kot sleme strehe in ima dodan stolpič s stopniščem. Vhod v cerkev z juga, zahoda in severa predstavljajo trije bogato členjeni portali, četrti, v južni steni prezbiterija, je preprostejši. Nad zahodnim portalom je letnica 1558.
Notranjost je tridelna stopnjevana dvorana. Slopi so osemkotni in imajo konkavno posnete stranice in geometrično okrašene baze. Obok glavne ladje leži na
konzolnih služnikih, ki se na vrhu razdelijo v mrežasto prepleteno grebenje. Shema oboka je preplet križnih obokov čez eno in dve poli. V stranskih ladjah je obok križno grebenast, služniki pa segajo do tal. Na sklepnikih v glavni ladji so letnica 1577, ime Lucasa Novakha, mojstrski znak, ter kratica
GJ ali CJ. Prezbiterij je širok in precej nizek, rebra nosijo poligonalni služniki z renesančnimi kapiteli. Shema oboka je rombasta zvezda. Na sklepnikih so simboli evangelistov in letnica 1564.
Posebej dragoceni so oltarji. Najstarejši je oltar Kristusovega rojstva, in ima značilen gotski krilni oltar. V glavni vdolbini se nahaja božični prizor z jaslicami. Tukaj je prikazan Jezusov rodovnik. Drugi je preprostejši iz okoli leta 1620 in je posvečen Trem kraljem. Renesančni oltar Marijinega vnebovzetja je leta 1611 naredil mariborski mizar Georg Stützl, kiparska skupina Marijinega vnebovzetja pa je nekaj desetletij mlajša, iz leta 1636 in je predstavnik zlatih oltarjev 17. stoletja. Zanimiva je tudi kamnita prižnica z reliefi, ki stoji ob stebru ob slavoloku.

## Galerija
- Cerkev
- Mogočni oporniki
- Oltar Kristusovega rojstva
- Prižnica
- Prezbiterij
- Oltar sv. Treh Kraljev